# Хьюмен, Джудит
Джудит Эллен Хьюмен (/ˈhjuːmən/' 18 декабря 1947, Филадельфия, Пенсильвания[…] — 4 марта 2023[…], Вашингтон[…]) — американская активистка за права инвалидов, известная как «Мать движения за права инвалидов». Она была на международном уровне признана лидером сообщества людей с ограниченными возможностями. Хьюмен всю жизнь была защитницей гражданских прав людей с ограниченными возможностями. Её работа с правительствами и неправительственными организациями (НПО), некоммерческими организациями и различными другими группами, представляющими интересы инвалидов, начиная с 1970-х годов внесла значительный вклад в разработку законодательства и политик в области прав человека, приносящих пользу детям и взрослым с ограниченными возможностями. Благодаря своей работе во Всемирном банке и Государственном департаменте Хьюмен возглавила процесс внедрения прав инвалидов в международное развитие. Её вклад расширил международный охват движения за независимую жизнь.

## Ранняя жизнь и образование
Хьюмен родилась в Филадельфии, в семье Вернера и Ильзы Хьюмен, немецких еврейских иммигрантов. Она была старшей из троих детей и росла в Бруклине, Нью-Йорк. Её мать приехала в США из Германии в 1935 году, а отец — в 1934 году. Бабушка и дедушка, прабабушка и дедушка Хьюмен, как многие другие члены семьи, погибли во время Холокоста. Её брат Йозеф Хьюмен — профессор кино и писатель.
Хьюмен заразилась полиомиелитом в возрасте 18 месяцев и большую часть жизни пользовалась инвалидной коляской. Она отвергала стереотип об инвалидности как о трагическом опыте: «Инвалидность становится для меня трагедией только тогда, когда общество не может обеспечить то, что нам нужно для нашей жизни — например, возможность трудоустройства или безбарьерные здания. Для меня не трагедия, что я живу в инвалидной коляске».
Хьюмен и её родителям неоднократно приходилось бороться за её включение в систему образования. Местная государственная школа отказала ей в посещении школы, указав на её пожароопасность из-за её неспособности ходить. Вместо школы в течение трех лет её обучали на дому два раза в неделю, примерно по часу на каждое посещение. Мать Хьюмен, Ильза Хьюмен, общественная активистка, оспорила это решение. Затем Хьюмен разрешили пойти в четвёртый класс специальной школы для детей-инвалидов. Согласно правилам города, Хьюмен должна была вернуться к домашнему обучению в средней школе. Её мать выступила вместе с другими родителями выступила против этих правил и вместе они оказали достаточное давление на школу, чтобы правила были изменены. Хьюмен поступила в среднюю школу в 1961 году.
Каждое лето в возрасте от 9 до 18 лет она посещала лагерь для детей с ограниченными возможностями Дженед в Хантере, штат Нью-Йорк. Опыт пребывания в лагере помог Хьюмен лучше осознать общий опыт инвалидов, и позже она говорила: «У нас была одна и та же совместная радость, одинаковый гнев из-за того, как с нами обращались, и одно и то же разочарование по поводу возможностей, которых у нас не было». В лагере Дженед Хьюмен познакомилась с Бобби Линн и Фридой Танкус, все трое стали активистами по борьбе за права инвалидов и работали вместе. В документальном фильме «Crip Camp», номинированном на «Оскар» 2020 года, участвуют туристы лагеря Дженед, в том числе Хьюмен.
Хьюмен окончила Университет Лонг-Айленда в 1969 году. В 1975 году она получила степень магистра наук в области общественного здравоохранения в Калифорнийском университете в Беркли.
Хьюмен начала предпринимать серьёзные шаги в направлении защиты прав людей с ограниченными возможностями во время учёбы в Университете Лонг-Айленда. Она организовывала митинги и протесты вместе с другими студентами с ограниченными возможностями и без них, требуя доступа в свои классы по пандусам и права жить в общежитии. Хьюмен изучала логопедию.

## Хьюмен против Совета по образованию города Нью-Йорка
В 1970 году Хьюмен было отказано в лицензии на преподавание в Нью-Йорке, поскольку совет не верил, что она сможет выйти сама или вывести своих учеников из здания в случае пожара. Она подала в суд на Совет образования на основании дискриминации. Местная газета опубликовала заголовок: «С полиомиелитом вы можете быть президентом, но не учителем». Дело было урегулировано вне суда, и Хьюмен стала первой пользовательницей инвалидной коляски, преподававшей в Нью-Йорке; она преподавала в начальной школе в течение трех лет.

## Политическая работа и пропаганда

### Disabled in Action
Хьюмен получила много писем от людей с ограниченными возможностями со всей страны из-за публикаций в прессе во время её судебного разбирательства с Советом по образованию. Многие писали о своем опыте дискриминации из-за инвалидности. Основываясь на потоке поддержки и письмах, в 1970 году Хьюмен и несколько друзей основали Disabled in Action (DIA), организацию, которая занималась обеспечением защиты людей с ограниченными возможностями в соответствии с законами о гражданских правах посредством политического протеста. Первоначально оно называлось «Disabled in Action» (Инвалиды в действии), но Хьюмен это название не нравилось, и она лоббировала его изменение. Ранние версии Закона о реабилитации 1973 года попали под вето Ричарда Никсона в октябре 1972 года и марте 1973 года. В 1972 году DIA провела в Нью-Йорке сидячую забастовку в знак протеста против одного из вето. Восемьдесят активистов под предводительством Хьюмен устроили сидячую забастовку на Мэдисон-авеню, остановив движение.

### Центр для независимой жизни
Эд Робертс попросил Хьюмен переехать в Калифорнию, чтобы работать в Центре независимой жизни, где она проработала заместителем директора с 1975 по 1982 годы. Она была одной из первых сторонниц Движения за независимую жизнь. Хьюмен отвечала за реализацию на национальном уровне законодательства в отношении программ специального образования, исследований инвалидности, профессиональной реабилитации и независимой жизни, обслуживая более 8 миллионов молодых людей и взрослых с ограниченными возможностями.

### Закон об образовании лиц с ограниченными возможностями
Работая помощником по законодательным вопросам председателя Комитета Сената США по труду и общественному благосостоянию в 1974 году, Хьюмен участвовала в разработке законодательства, которое стало Законом об образовании лиц с ограниченными возможностями.

### Сидячая забастовка 504
В 1977 году Джозеф Калифано, министр здравоохранения, образования и социального обеспечения США, отказался подписать содержательные положения для раздела 504 Закона о реабилитации 1973 года, который был первым федеральным законом США, защищающим гражданские права людей с ограниченными возможностями. Калифано издал приказ о запрете выдачи еды и лекарств в федеральном здании министерства здравоохранения, чтобы вытеснить протестующих. Протестующие связались с Фондом Деланси-стрит и Армией спасения, которые согласились принести им еду на следующий день. Китти Коун, одна из протестующих, разработала способ сохранять лекарства, требующие низкой температуру, прикрепив скотчем коробку с лекарствами к кондиционеру. Кроме того, протестующие получили поддержку от Партии Чёрных Пантер после того, как им позвонил Брэд Ломакс, протестующий с ограниченными возможностями, больной рассеянным склерозом и член этой партии. Ломакс призвал «Чёрных пантер» поддержать протестующих едой, и те принесли к сидячей забастовке горячую еду и закуски. После постановки ультиматума и наступления крайнего срока 5 апреля 1977 года в десяти городах США прошли демонстрации, включая начало сидячей забастовки в офисе Министерства здравоохранения, образования и социального обеспечения США в Сан-Франциско. Эта сидячая забастовка, возглавляемая Хьюмен и организованная Китти Коун, продолжалась до 4 мая 1977 года, в общей сложности 28 дней, при её рамках от 125 до 150 человек отказывались уйти с места. Это самая продолжительная сидячая забастовка в федеральном здании на 2021 год. Джозеф Калифано в результате подписал как правила образования для всех детей-инвалидов, так и правила раздела 504 28 апреля 1977 года.

### Всемирный институт инвалидности
Хьюмен вместе с Эдом Робертсом и Джоан Леон основала в 1983 году Всемирный институт инвалидности и работала там одним из директоров до 1993 года.

### Департамент по делам инвалидов
Эдриан Фенти, мэр Вашингтона, округ Колумбия, назначил Хьюмен первым директором городского департамента по делам инвалидов, где она отвечала за Управление по проблемам развития и Управление по реабилитации.

### Администрация Клинтона
Хьюмен работала в администрации Клинтона помощником секретаря Управления специального образования и реабилитационных услуг Министерства образования США с 1993 по 2001 год.

### Всемирный банк
С 2002 по 2006 год Хьюмен была первым советником Группы Всемирного банка по вопросам инвалидности и развития, руководила работой Всемирного банка по вопросам инвалидности и работала над расширением знаний и возможностей Банка для работы с правительствами и гражданским обществом по включению инвалидности в дискуссии Банка со странами-клиентами. Она руководила аналитической работой в странах и поддерживала совершенствование политики, программ и проектов, которые позволяют людям с ограниченными возможностями во всем мире жить и работать в рамках экономического и социального развития своих сообществ. Она была ведущим консультантом Глобального партнёрства по вопросам инвалидности и развития.

### Специальный советник

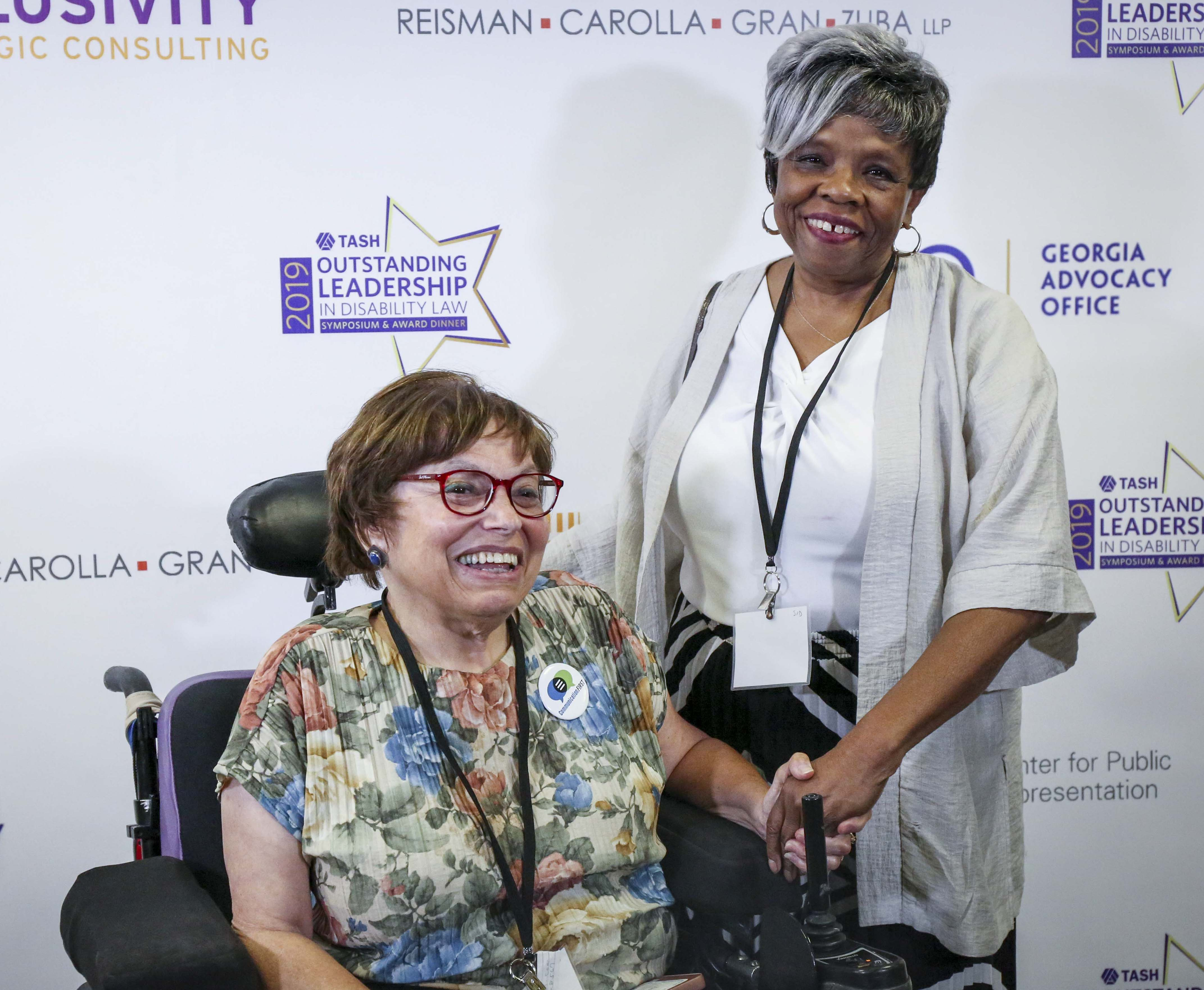
Хьюмен и Барбара Рэнсом на симпозиуме TASH «Выдающееся лидерство в сфере права инвалидов» и ужине, посвященном награждению, Университет Джорджа Вашингтона, 25 июля 2019 года

В 2010 году Хьюмен стала специальным советником по международным правам инвалидов Государственного департамента США, получив назначение от президента Барака Обамы. Она была первым человеком на этой должности и занимала её с 2010 по 2017 год. Во время своей работы она безуспешно пыталась убедить Сенат ратифицировать Конвенцию Организации Объединённых Наций о правах людей с ограниченными возможностями, международный договор, созданный по образцу Закона об американцах с ограниченными возможностями.
20 января 2017 года Хьюмен покинула свой пост в Госдепартаменте в связи со сменой администрации. Роль специального советника была упразднена госсекретарем США Рексом Тиллерсоном в 2017 году. Позже она была восстановлен при администрации Байдена.

### Фонд Форда
С сентября 2017 по апрель 2019 года Хьюмен была старшим научным сотрудником Фонда Форда. Она работала над тем, чтобы способствовать включению инвалидности в работу организации. Она также выступала за намеренное включение людей с ограниченными возможностями в благотворительную деятельность. Хьюмен подготовила статью под названием «Дорожная карта инклюзивности: изменение лица инвалидности в СМИ» (Roadmap for Inclusion: Changing the Face of Disability in Media), написанную в соавторстве с Кэтрин Салинас и Мишель Хесс. В этой статье исследуется отсутствие репрезентации людей с ограниченными возможностями перед камерой и за ней, а также известные стереотипы о персонажах с ограниченными возможностями, когда они представлены в средствах массовой информации. Статья завершается призывом к действию по увеличению представленности инвалидов в средствах массовой информации.

### Автор
Книга Хьюмен Being Heumann: An Unrepentant Memoir of a Disability Rights Activist была опубликована в феврале 2020 года.

### Подкаст
В марте 2021 года Хьюмен начала раз в две недели выпускать подкаст The Heumann Perspective, в котором разговаривала с людьми-инвалидами, занимающихся изменениями, и их союзниками. В подкасте прозвучала вступительная музыка исполнителя Лачи, а в нём приняли участие такие гости, как режиссёр Джеймс ЛеБрехт, активисты Лидия XZ Браун и Лерой Ф. Мур-младший, модель Джиллиан Меркадо, Спенсер Уэст и многие другие.

## Личная жизнь и смерть
Хьюмен вышла замуж за Хорхе Пинеду в 1992 году. Они жили в Вашингтоне, округ Колумбия. Хьюмен умерла там 4 марта 2023 года в возрасте 75 лет.

## СМИ
- Хьюмен активно фигурирует в документальном фильме 2008 года «Сила 504» (The Power of 504)[55]
- Хьюмен появляется в документальном фильме 2011 года «Жизнь стоит того, чтобы жить» (Lives Worth Living).
- Хьюмен выступил с докладом на конференции TED в 2017 году[56]
- Comedy Central в 2018 году снял серию «Пьяной истории» о сидячей забастовке 504, где Хьюмен сыграла Али Строкер[57]
- Хьюмен появилась на Bloomberg 6 июля 2019 года, чтобы обсудить представление инвалидности в СМИ.
- Хьюмен дала интервью Тревору Ноа на The Daily Show в 2020 году[10]
- Хьюмен показана в документальном фильме 2020 года Crip Camp[58]
- Хьюмен дала интервью Институту урбанистики[59]
- Хьюмен дала интервью Центру еврейской истории[60]

## Награды и признание
- 2022: Премия Women’s Entrepreneurship Day.
- 2022: Одна из 100 женщин Би-би-си[61].
- 2020: В ретроспективе 2020 года названа Женщиной года 1977 журналом Time[62].
- 2020: Henry Viscardi Achievement Awards[63].
- 2020: Critics' Choice Documentary Award в связи с фильмом Crip Camp[64].
- 2019: Премия The journey to Achieving Equality: Past, Present, and Future of Disability Activism with gratitude for your leadership and activism in civil rights Института Лурье.
- 2018: Women’s Caucus Award.
- 2018: Society for Disability Studies President’s Award[65].
- 2017: U.S. International Council on Disabilities, Dole-Harkin Award[66].
- 2017: InterAction Disability Inclusion Award[67].
- 2014: Ежегодная награда Rotary Peace Grove Award совместно с Эдом Робертсом[68].
- Max Starkloff Lifetime Achievement Award[69].
- Champion of Disability Rights Award[70].
- Advocacy Award from ALPHA Disability Section[71].
- Одна из первых получательниц награды Генри Б. Беттса от Института реабилитации Чикаго[72].

Хьюмен была удостоена семи почётных докторских степеней, включая докторские степени Бруклинского колледжа и Нью-Йоркского университета.